# Mike Repole
Mike Repole, född 21 januari 1969, är en amerikansk entreprenör, affärsman och ägare till Repole Stables, mest känd för att ha varit med och grundat Glaceau (tillverkare av Vitaminwater), som såldes till Coca-Cola för 4,1 miljarder dollar, samt BODYARMOR SuperDrink, en tillverkare av sportdryck, som också såldes till Coca-Cola för 5,6 miljarder dollar.

## Privatliv
Repole föddes den 21 januari 1969 i Middle Village, Queens, New York City. Repoles föräldrar hade rötter från Italien och var troende katoliker. Han växte upp i Middle Village och gick på St. Margaret's Elementary and Holy Cross High School. Repole, som var den första i familjen som gick på college, gick på St. John's University och tog examen i Sports Administration.
Repole bor på Long Island med sin fru Maria och deras dotter.

### Repole Stable
Repole blev intresserad av hästkapplöpning i tonåren. Under sin tid på Glaceau blev han allt mer involverad i hästkapplöpningar och hästägande, och efter att ha sålt Glaceau startade han Repole Stable. En av hans mest framgångsrika hästar, Uncle Mo, utsågs till American Champion Two-Year-Old 2010, och blev efter tävlingskarriären en mycket framgångsrik avelshingst. Han är bland annat far till Kentucky Derby-vinnaren Nyquist och Belmont Stakes-vinnaren Mo Donegal.
Repoles häst, Vino Rosso, vann Breeders' Cup Classic 2019. Hans häst Mo Donegal vann Belmont Stakes 2022. På andra plats i samma löp kom hans häst Nest.